# Teatrul Șură din Călugăreni, Mureș
Teatrul Șură „Széllyes Sándor” (în maghiară Széllyes Sándor Csűrszínház) este un festival de teatru organizat din 2003 în fiecare vară în satul Călugăreni din județul Mureș cu scopul de a aduce mai aproape evenimentele culturale (teatru, dans, muzică populară) localnicilor din Valea Nirajului și de a reînvia tradiția teatrului începută cu activitatea călugărilor franciscani.

## Istoric
Teatrul ca formă de artă a existat deja în secolele trecute în satul Călugăreni datorită activității călugărilor franciscani care au ajuns în localitate încă în secolul al XIII-lea, dar cu numirea lui Ioan Căianu ca părinte-stareț în secolul al XVIII-lea a început cea mai bogată perioadă în istoria mănăstirii. Actorii acestor spectacole cu teme religioase erau elevii școlii.
Din 2003 actorii Companiei Tompa Miklós a Teatrului Național din Târgu Mureș au început să pună în fiecare vară pe scena căminului cultural local spectacole de teatru. Datorită numărului mare de spectatori organizatorii au fost nevoiți să monteze o scenă mobilă în fața șurii din curtea școlii generale. Astfel, festivalul s-a mutat din căminul cultural la șura școlii și s-a formulat treptat ideea de a transforma șura într-un teatru. În anul 2009 a fost inagurată noua clădire a teatrului de șură unde se organizează festivalul cu aceeași nume în lunile de vară.

## Imagini

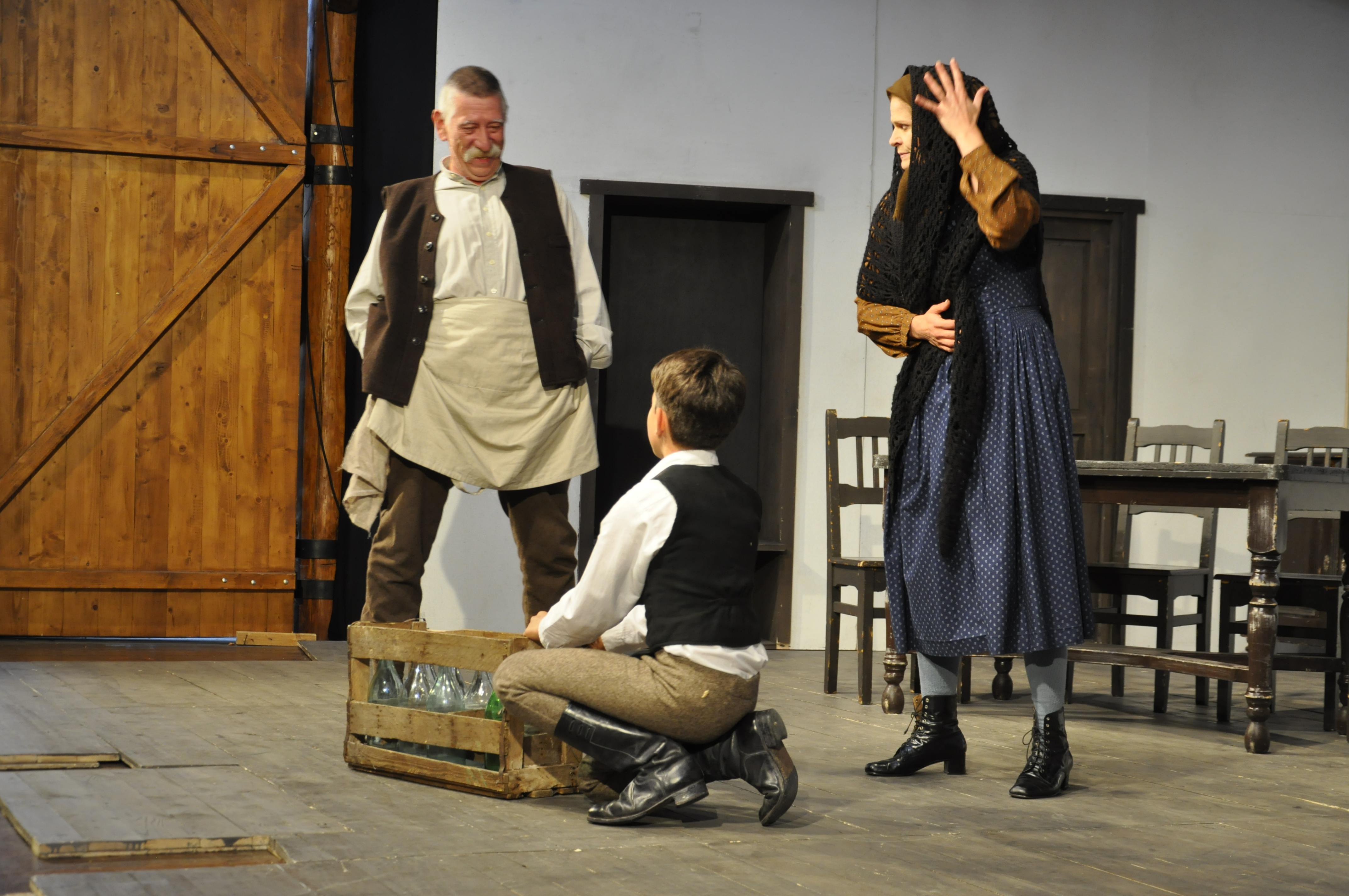
Curcubeu înșelător de Áron Tamási (2018)
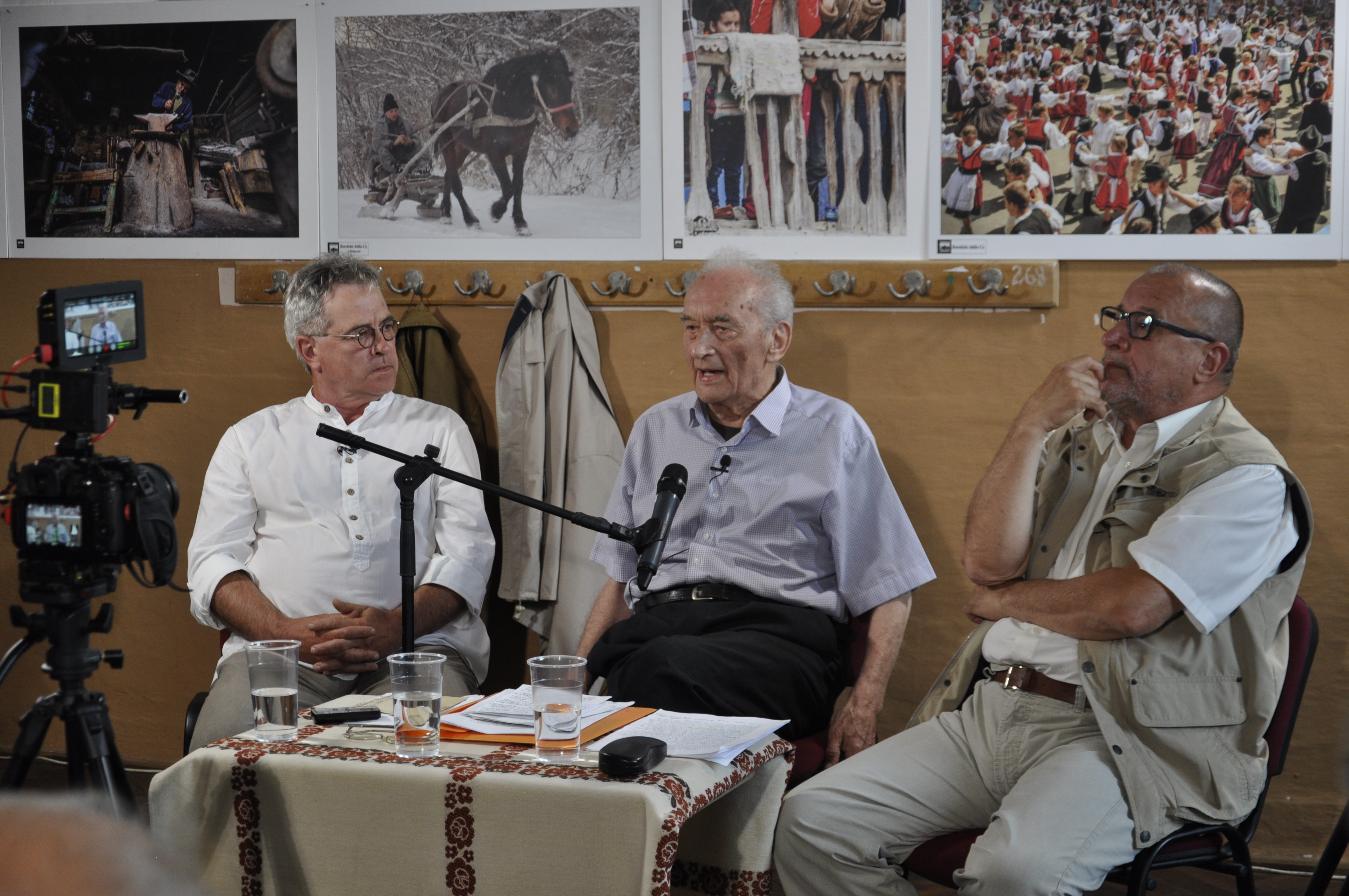
Discuții interactive  (2019)